# Матјаж Кек
Матјаж Кек (Марибор, СФРЈ данас Словенија 9. септембар 1961) је бивши словеначки фудбалер а данас фудбалски тренер. Тренутно се налази на месту селектора репрезентације Словеније.

## Биографија
Играчку каријеру почео је у свом родном граду у Железничару одакле је прешао у далеко познатији Марибор, а затим је по пет сезона играо у аустријским клубовима Шпиталу из Шпитала на Драви и ГАК-у из Граца. Вратио се у Марибор са којим је освојио три титуле првака Словеније и два национална купа. 
Кек је дипломирао на Факултету за спорт, ПРО лиценцу је добио 2003, а 2006. добио је и ПРО УЕФА лиценцу.
У 37. години прекинуо је активно играње фудбала и одмах је почео радити као тренер. У почетку је био помоћник Бојану Прашникару у матичном клубу. За седам година рада у клубу освојио је две „самосталне“ титуле првака Словеније и једну освајача националног купа. Од 2006. прешао је у Фудбалски савез Словеније и водио је селекције младих до 15 и 16 година.
Селектор репрезентације Словеније постао је 3. јануара 2007, упркос противљењима многих, који су тврдили да је то лош избор. Почетак је био резултатски слаб, али Кек је био упоран, стоички је подносио критике, а резултати су се поправљали.
Напредак и врхунац досадашње каријере, уследио је у квалификацијама за Светско првенство 2010., када је Словенија у групи 3 УЕФА квалификација. У групи је играла са репрезентацијама Словачке, Чешке Републике, Северне Ирске, Пољске и Сан Марина освојила друго место, а касније кроз бараж у утакмици са репрезентацијом Русије обезбедила пласман.  
Након кратког и неуспешног боравка на клупи Ал Итихада из Саудијске Арабије Кек је крајем фебруара 2013. године дошао на клупу амбициозног хрватског прволигаша Ријеке из истоименог града. Водећи клуб са приморја успео је да освоји два купа, један суперкуп и као врхунац титулу првака Хрватске успевши да прекине једанаестогодишњу владавину загребачког Динама у националном првенству. Такође успео је чак три пута да уведе Ријеку у групну фазу Лиге Европе (2013/14, 2014/15. и 2017/18).
Иначе радио је и као Ди-Џеј у локалној радио-станици, а у периоду селектовања у млађим категоријама као коментатор ТВ Словеније.
Ожењен је и има једно дете.

## Трофеји (као играч)

### Марибор
- Првенство Словеније (3) : 1996/97, 1997/98, 1998/99.
- Куп Словеније (2) : 1996/97, 1998/99.

## Трофеји (као тренер)

### Марибор
- Првенство Словеније (2) : 2001/02, 2002/03.
- Куп Словеније (1) : 2003/04.

### Ријека
- Првенство Хрватске (1) : 2016/17.
- Куп Хрватске (2) : 2013/14, 2016/17.
- Суперкуп Хрватске (1) : 2014.